# Picchiante
Il picchiante è una frattaglia costituita principalmente dal polmone del bovino.
Il picchiante costituisce un alimento tradizionale della cucina italiana, in particolare della cucina toscana, dove viene cucinato in umido con sugo di pomodoro generalmente accompagnato da polenta di granturco.